# Cyana
Cyana é um gênero de traça pertencente à família Arctiidae.